# Paula Badosová
Paula Badosová Gibertová (nepřechýleně Badosa Gibert, * 15. listopadu 1997 New York) je španělská profesionální tenistka. Ve své dosavadní kariéře na okruhu WTA Tour vyhrála čtyři turnaje ve dvouhře včetně BNP Paribas Open 2021 z kategorie WTA 1000. V rámci okruhu ITF získala sedm titulů ve dvouhře.
Na žebříčku WTA byla ve dvouhře nejvýše klasifikována v dubnu 2022 na 2. místě a ve čtyřhře rovněž v témže měsíci téhož roku na 124. místě. Trénuje ji Pol Toledo Bagué. Dříve tuto roli plnili Xavier Budó či Jorge García.
V juniorském tenise triumfovala na French Open 2015 po finálové výhře nad Ruskou Annou Kalinskou. Na juniorském kombinovaném žebříčku ITF nejvýše figurovala v lednu 2015 na 8. místě.
Španělsko reprezentovala na Letních olympijských hrách 2020 v Tokiu, které byly o rok odloženy pro pandemii koronaviru. Po ztrátě úvodní sady skrečovala čtvrtfinále ženské dvouhry s Markétou Vondroušovou kvůli vyčerpání. Do ženské čtyřhry nastoupila se Sarou Sorribesovou Tormovou. Soutěž opustily po prohře ve druhém kole od nejvýše nasazeného páru Kateřina Siniaková a Barbora Krejčíková.

## Tenisová kariéra
V rámci událostí okruhu ITF debutovala v dubnu 2012, když na turnaji v katalánském Vicu s dotací 10 tisíc dolarů nastoupila do čtyřhry s krajankou Ariadnou Martí Riembauovou. V úvodním kole však podlehly Carrerasové s Hermosovou. Premiérový singlový v této úrovni tenisu vybojovala během ledna 2013 na valencijském turnaji s rozpočtem 10 tisíc dolarů. Ve finále přehrála krajanku Lucíu Cerverovou Vázquezovou.

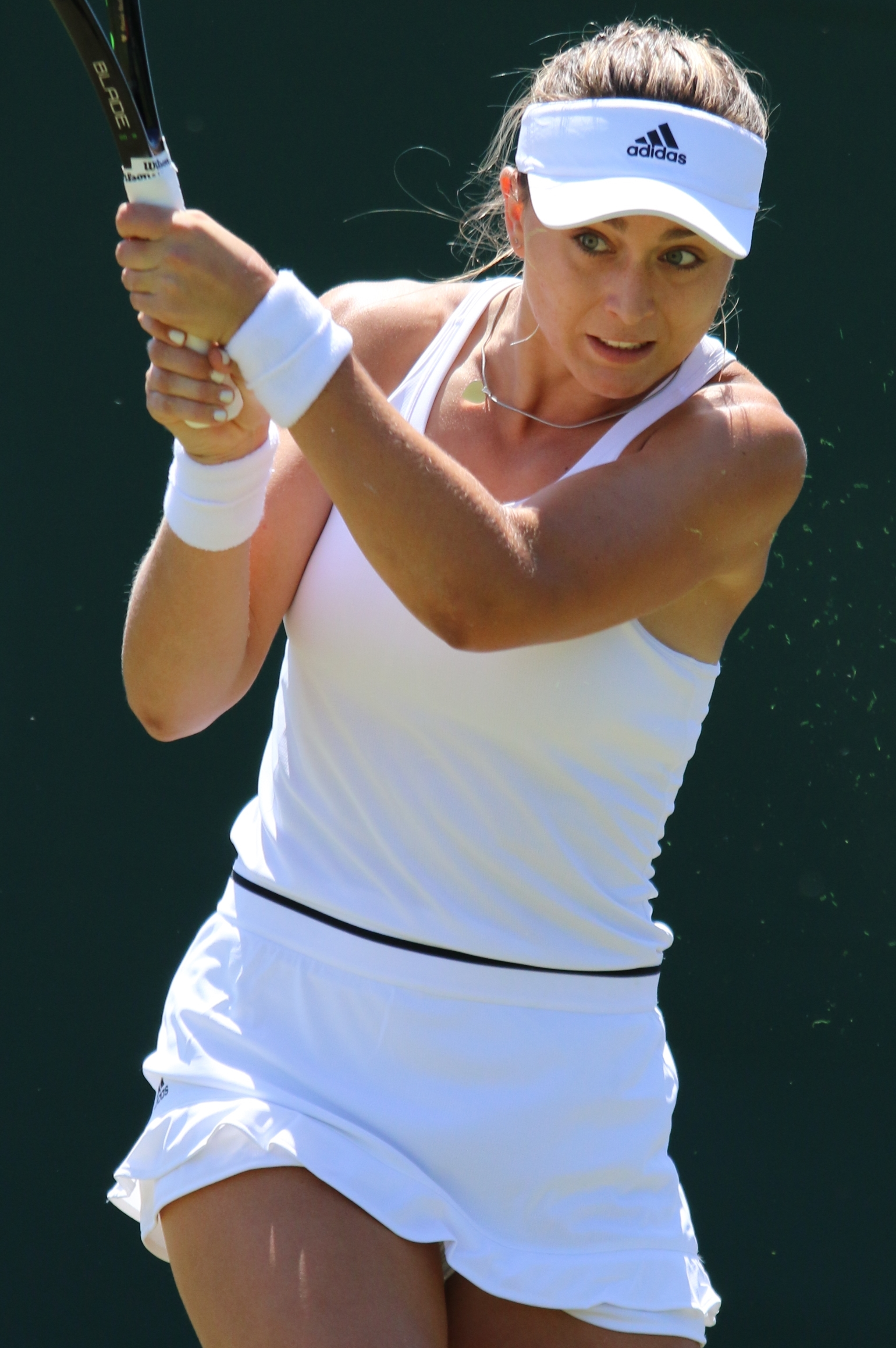
V kvalifikaci Wimbledonu 2018

První kvalifikaci na okruhu WTA Tour odehrála na červencovém Internazionali Femminili di Palermo 2013, kde skončila ve druhém kole prohrou s Italkou Giulií Gatto-Monticoneovou, tehdy ze čtvrté světové stovky. Premiéru v hlavní soutěži WTA Tour zaznamenala na Miami Open 2015 v Key Biscayne, turnaji z kategorie Premier Mandatory. Po dvousetových výhrách nad Petrou Cetkovskou a Číňankou Čeng Saj-saj ji ve třetí fázi zastavila čtrnáctá hráčka žebříčku Karolína Plíšková. Ve druhém kole kvalifikace US Open 2015 nenašla recept na Bělorusku Aljaksandru Sasnovičovou, figurující na sté osmnácté příčce. Do prvního čtvrtfinále WTA postoupila přes Fionu Ferrovou a Polonu Hercogovou na antukovém Grand Prix SAR La Princesse Lalla Meryem 2018 v marockém Rabatu. Mezi poslední osmičkou hráček však skrečovala sedmé nasazené Srbce Aleksandře Krunićové.
V sezóně 2019 učinila Badosová průlom do elitní světové stovky žebříčku. Debut v hlavní soutěži nejvyšší grandslamové kategorie přišel v ženské dvouhře Australian Open 2019 po zvládnuté tříkolové kvalifikaci, v níž postupně porazila Denisu Allertovou, Indku Ankitu Rainovou a ukrajinskou teenagerku Martu Kosťukovou. Úvodní kolo hlavní soutěže však nezvládla, prohrála s Australankou hrající na divokou kartu Kimberly Birrellovou, která byla na žebříčku postavená o sto míst níže. Do premiérového semifinále se pak probojovala na červencovém Palermo Ladies Open 2019. Ve dvou setech ji v něm vyřadila nizozemská světová pětka Kiki Bertensová. Se stejnou soupeřkou opět prohrála na newyorském grandslamu US Open 2019. Čtvrtfinále si zahrála na zářijovém Korea Open 2019 v Soulu, kde však nestačila na Číňanku Wang Ja-fan.
Postupem do druhého kola Australian Open 2020 přes švédskou kvalifikantku Johannu Larssonovou dosáhla prvního vítězného zápasu na grandslamu. V koncovkách obou setů druhé fáze ji však přehrála světová osmička Petra Kvitová. Do hlavní soutěže Mutua Madrid Open 2021 obdržela divokou kartu. Po výhře nad švýcarskou nasazenou osmičkou Belindou Bencicovou se stala první Španělkou v historii madridského turnaje, která postoupila až do semifinále.

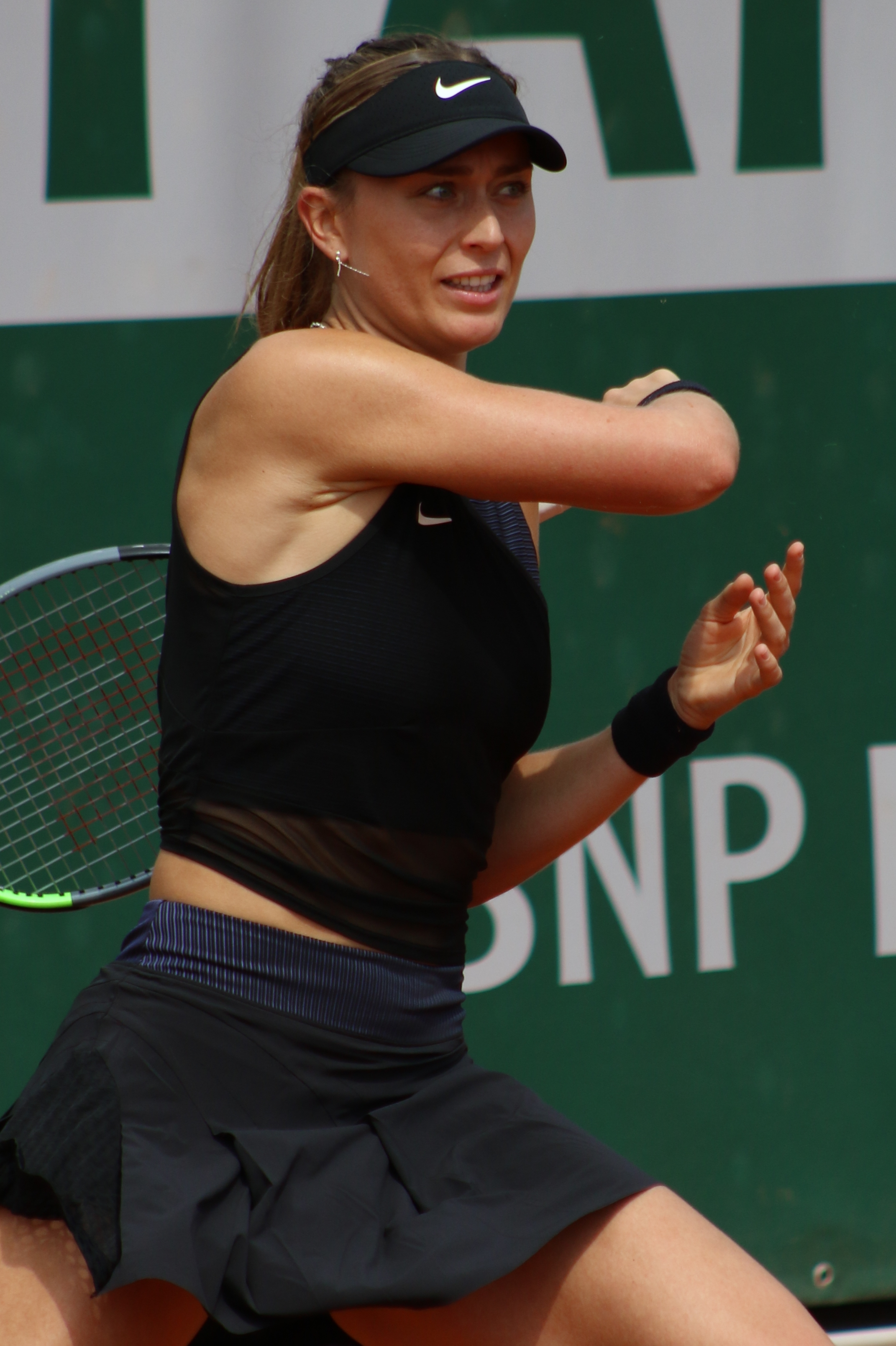
Na French Open 2021 dohrála ve čtvrtfinále

Premiérový kariérní titul na okruhu WTA Tour vyhrála na antukovém Serbia Open 2021, kde startovala jako čtvrtá nasazená. Za stavu 6–2 a 2–0 jí ve finále skrečovala chorvatská kvalifikantka Ana Konjuhová. Na French Open 2021 neztratila v úvodních dvou kolech s Lauren Davisovou a Dankou Kovinićovou žádný set. Poté odvrátila mečbol Rumunce Aně Bogdanové a podruhé v řadě prošla do osmifinále. V něm si poradila s turnajovou dvacítkou Markétou Vondroušovou. Z prvního kariérního čtvrtfinále na grandslamu však odešla poražena od Slovinky Tamary Zidanšekové, přestože měla v rozhodující sadě výhodu prolomeného podání. Navazující Wimbledon 2021 znamenal postup do čtvrtého kola přes Polku Magdu Linetteovou. V něm ji vyřadila Češka Karolína Muchová ve dvou setech.
Druhý titul získala na BNP Paribas Open 2021 z kategorie WTA 1000, když finále zdolala běloruskou Viktorii Azarenkovou, když duel rozhodl po více než třech hodinách až tiebreak třetí sady. Zisk 1 000 bodů ji poprvé v kariéře posunul do elitní světové dvacítky na 13. místo a v rámci sezónní klasifikace pro Turnaj mistryň (tzv. WTA Race) na 8. příčku. Na závěrečném turnaji roku nakonec plnila roli sedmé nasazené. Ve skupině Chichén Itzá porazila Sabalenkovou i Sakkariovou a i přes prohru se Świątekovou postoupila ze základní skupiny z prvního místa. V semifinále ji přehrála krajanka Garbiñe Muguruzaová.
Sezónu 2022 otevřela po prohře v prvním kole Adelaide International třetím kariérním triumfem na Sydney Tennis Classic. V boji o titul přehrála za téměř dvě a půl hodiny čtvrtou hráčku žebříčku Barboru Krejčíkovou, když opět zvládla lépe tiebreak třetího dějství. Na Australian Open dohrála ve čtvrtém kole po prohře s Madison Keysovou.

## Soukromý život
Narodila se roku 1997 na newyorském Manhattanu katalánským rodičům Josepu Badosovi a Mireie Gibertové, působícím v módním průmyslu. V sedmi letech se s rodiči přestěhovala do Barcelony, kde začala hrát tenis v městském klubu Playa de Aro. O sedm roků později se přemístila do Valencie, aby rozvinula svou tenisovou kariéru. Po třech sezónách se v 17 letech vrátila do katalánské metropole. Vyjma rodné španělštiny a katalánštiny hovoří také anglicky a na základní úrovni francouzsky. Střední školu vystudovala dálkově. Během dospívání usilovala navázat na modelingovou kariéru rodičů. Potýkala se však s depresemi a úzkostnou poruchou.
Partnerský vztah s řeckým tenistou Stefanosem Tsitsipasem se rozvinul poté, co jí Řek poblahopřál k výhře ve druhém kole květnového Italian Open 2023 nad Džabúrovou. Na začátku května 2024 Badosová oznámila rozchod. O tři týdny později Tsitsipas uvedl, že opět tvoří pár.

## Finále na okruhu WTA Tour

### Dvouhra: 4 (4–0)
| Legenda              |
| -------------------- |
| Grand Slam (0–0)     |
| Turnaj mistryň (0–0) |
| WTA 1000 (1–0)       |
| WTA 500 (2–0)        |
| WTA 250 (1–0)        |

| Stav    | č. | datum           | turnaj                          | kategorie | povrch | soupeřka ve finále  | výsledek                |
| ------- | -- | --------------- | ------------------------------- | --------- | ------ | ------------------- | ----------------------- |
| Vítězka | 1. | 22. května 2021 | Bělehrad, Srbsko                | WTA 250   | antuka | Ana Konjuhová       | 6–2, 2–0skreč           |
| Vítězka | 2. | 17. října 2021  | Indian Wells, Spojené státy     | WTA 1000  | tvrdý  | Viktoria Azarenková | 7–6(7–5), 2–6, 7–6(7–2) |
| Vítězka | 3. | 15. ledna 2022  | Sydney, Austrálie               | WTA 500   | tvrdý  | Barbora Krejčíková  | 6–3, 4–6, 7–6(7–4)      |
| Vítězka | 4. | 4. srpna 2024   | Washington, D.C., Spojené státy | WTA 500   | tvrdý  | Marie Bouzková      | 6–1, 4–6, 6–4           |

## Finále na okruhu ITF
| Dotace turnajů okruhu ITF | Dotace turnajů okruhu ITF |
| ------------------------- | ------------------------- |
| 100 000 $ tournaments     | 80 000 $ tournaments      |
| 75 000 $ tournaments      | 60 000 $ tournaments      |
| 50 000 $ tournaments      | 25 000 $ tournaments      |
| 15 000 $ tournaments      | 10 000 $ tournaments      |

### Dvouhra: 15 (7–8)
| Stav       | č. | datum         | turnaj                               | povrch-     | soupeřka ve finále       | výsledek           |
| ---------- | -- | ------------- | ------------------------------------ | ----------- | ------------------------ | ------------------ |
| Vítězka    | 1. | listopad 2013 | Sant Jordi, Španělsko                | tvrdý       | Lucía Cervera Vázquezová | 7–5, 6–0           |
| Finalistka | 1. | říjen 2014    | Ciudad Victoria, Mexiko              | tvrdý       | Diāna Marcinkēvičová     | 7–6(2), 3–6, 1–6   |
| Vítězka    | 2. | červenec 2015 | Denain, Francie                      | antuka      | Irina Ramialisonová      | 7–5, 6–0           |
| Finalistka | 2. | duben 2016    | Jackson, Spojené státy               | antuka      | Grace Minová             | 6–1, 2–6, 4–6      |
| Finalistka | 3. | květen 2017   | Caserta, Itálie                      | antuka      | Claire Liuová            | 3–6, 3–6           |
| Vítězka    | 3. | srpen 2017    | El Espinar, Španělsko                | tvrdý       | Ayla Aksuová             | 6–2, 6–4           |
| Vítězka    | 4. | únor 2018     | Glasgow, Velká Británie              | tvrdý       | Maia Lumsdenová          | 2–6, 6–1, 6–3      |
| Vítězka    | 5. | květen 2018   | Les Franqueses del Valles, Španělsko | tvrdý       | Margarita Gasparjanová   | 6–4, 3–6, 6–2      |
| Vítězka    | 6. | září 2018     | Valencie, Španělsko                  | antuka      | Aliona Bolsovová         | 6–1, 4–6, 6–2      |
| Finalistka | 4. | říjen 2018    | Oslo, Norsko                         | antuka      | Harriet Dartová          | 2–6, 0–1skreč      |
| Finalistka | 5. | leden 2019    | Burnie, Austrálie                    | tvrdý       | Belinda Woolcocková      | 6–7(3), 6–7(4)     |
| Finalistka | 6. | květen 2019   | Les Franqueses del Vallès, Španělsko | tvrdý       | Katy Dunneová            | 5–7, 3–6           |
| Finalistka | 7. | červen 2019   | Essen, Německo                       | antuka      | Tereza Martincová        | 2–6, 6–7(4)        |
| Vítězka    | 7. | říjen 2019    | Makinohara, Japonsko                 | koberec (h) | Nagi Hanataniová         | 7–5, 6–1           |
| Finalistka | 8. | říjen 2019    | Hamamacu, Japonsko                   | koberec (h) | Eri Hozumiová            | 6–7(1–7), 5–4skreč |

## Finále na juniorském Grand Slamu

### Dvouhra juniorek: 1 (1–0)
| Stav    | rok  | turnaj      | povrch | soupeřka ve finále | výsledek |
| ------- | ---- | ----------- | ------ | ------------------ | -------- |
| Vítězka | 2015 | French Open | antuka | Anna Kalinská      | 6–3, 6–3 |

## Chronologie výsledků na Grand Slamu

### Dvouhra
| Turnaj          | 2018 | 2019    | 2020    | 2021    | 2022    | 2023    | 2024    | 2025    | SR     | V–P   |
| --------------- | ---- | ------- | ------- | ------- | ------- | ------- | ------- | ------- | ------ | ----- |
| Australian Open | A    | 1. kolo | 2. kolo | 1. kolo | 4. kolo | A       | 3. kolo | SF      | 0 / 6  | 11–6  |
| French Open     | A    | 1Q      | 4. kolo | ČF      | 3. kolo | A       | 3. kolo | 3. kolo | 0 / 5  | 13–5  |
| Wimbledon       | 1Q   | 1. kolo | NH      | 4. kolo | 4. kolo | 2. kolo | 4. kolo | 1. kolo | 0 / 6  | 10–6  |
| US Open         | 2Q   | 1. kolo | 1. kolo | 2. kolo | 2. kolo | A       | ČF      | A       | 0 / 5  | 6–5   |
| výhry–prohry    | 0–0  | 0–3     | 4–3     | 8–4     | 9–4     | 1–1     | 11–4    | 7–3     | 0 / 22 | 40–22 |

| Legenda | Legenda                                   | Legenda | Legenda                     |
| ------- | ----------------------------------------- | ------- | --------------------------- |
| SR      | poměr vyhraných turnajů ku všem odehraným | W–L V–P | výhry–prohry                |
| NH      | daný rok se turnaj nekonal                | A       | turnaje se hráč nezúčastnil |
| 1Q / LQ | prohra v (kole) kvalifikace               | 1k / 1R | prohra v daném kole turnaje |
| QF / ČF | prohra ve čtvrtfinále                     | SF      | prohra v semifinále         |
| F       | prohra ve finále                          | Vítěz   | vítězství v turnaji         |

## Vítězství nad hráčkami Top 10
Přehled
| Sezóna    | 2021 | 2022 | 2023 | 2024 | 2025 | Celkem |
| --------- | ---- | ---- | ---- | ---- | ---- | ------ |
| Vítězství | 6    | 2    | 3    | 2    | 2    | 15     |

Vítězství
| Č.                                     | hráčka top 10         | WTA | turnaj                                | povrch     | fáze             | skóre               | PB  |
| -------------------------------------- | --------------------- | --- | ------------------------------------- | ---------- | ---------------- | ------------------- | --- |
| Sezóna 2021                            |                       |     |                                       |            |                  |                     |     |
| 1.                                     | Ashleigh Bartyová     | 1.  | Charleston, Spojené státy             | antuka (z) | čtvrtfinále      | 6–4, 6–3            | 71. |
| 2.                                     | Iga Świąteková        | 8.  | LOH – Tokio, Japonsko                 | tvrdý      | 2. kolo          | 6–3, 7–6(7–4)       | 29. |
| 3.                                     | Aryna Sabalenková     | 3.  | Cincinnati, Spojené státy             | tvrdý      | 2. kolo          | 5–7, 6–2, 7–6(7–4)  | 29. |
| 4.                                     | Barbora Krejčíková    | 5.  | Indian Wells, Spojené státy           | tvrdý      | 4. kolo          | 6–1, 7–5            | 27. |
| 5.                                     | Aryna Sabalenková     | 2.  | WTA Finals, Guadalajara, Mexiko       | tvrdý      | základní skupina | 6–4, 6–0            | 10. |
| 6.                                     | Maria Sakkariová      | 6.  | WTA Finals, Guadalajara, Mexiko       | tvrdý      | základní skupina | 7–6(7–4), 6–4       | 10. |
| Sezóna 2022                            |                       |     |                                       |            |                  |                     |     |
| 7.                                     | Barbora Krejčíková    | 4.  | Sydney, Austrálie                     | tvrdý      | finále           | 6–3, 4–6, 7–6(7–4)  | 9.  |
| 8.                                     | Ons Džabúrová         | 10. | Stuttgart, Německo                    | antuka (h) | čtvrtfinále      | 7–6(11–9), 1–6, 6–3 | 3.  |
| Sezóna 2023                            |                       |     |                                       |            |                  |                     |     |
| 9.                                     | Darja Kasatkinová     | 8.  | Stuttgart, Německo                    | antuka (h) | 1. kolo          | 6–1, 6–1            | 31. |
| 10.                                    | Coco Gauffová         | 6.  | Madrid, Španělsko                     | antuka     | 3. kolo          | 6–3, 6–0            | 42. |
| 11.                                    | Ons Džabúrová         | 7.  | Řím, Itálie                           | antuka     | 2. kolo          | 6–1, 6–4            | 35. |
| Sezóna 2024                            |                       |     |                                       |            |                  |                     |     |
| 12.                                    | Jessica Pegulaová     | 3.  | Peking, Čína                          | tvrdý      | 4. kolo          | 6–4, 6–0            | 19. |
| 13.                                    | Beatriz Haddad Maiová | 10. | Ning-po, Čína                         | tvrdý      | čtvrtfinále      | 6–3, 6–2            | 15. |
| Sezóna 2025                            |                       |     |                                       |            |                  |                     |     |
| 14.                                    | Coco Gauffová         | 3.  | Australian Open, Melbourne, Austrálie | tvrdý      | čtvrtfinále      | 7–5, 6–4            | 12. |
| 15.                                    | Emma Navarrová        | 9.  | Berlín, Německo                       | tráva      | 2. kolo          | 7–6(7–2), 6–3       | 10. |
| výhra nad úřadující světovou jedničkou |                       |     |                                       |            |                  |                     |     |